# 김남국 (소설가)
김남국(金南國, 1957년~)은 대한민국의 소설가이다. 1983년에 단편소설 《베리》를 통해 등단했으며, 한국작가회의 사무총장 및 아시아 문화네트워크 공동대표 자유실천문인협의회 편집 책임자 등을 역임했다.

## 수상
- 1989년: 제1회 전태일문학상
- 2010년: 제2회 아름다운작가상
- 2010년: 제17회 제비꽃문학상[2]
- 2015년: 제23회 전태일문학상[3]